# Nouhuysia papuana
Nouhuysia papuana är en tvåhjärtbladig växtart som beskrevs av Lauterbach. Nouhuysia papuana ingår i släktet Nouhuysia och familjen Calophyllaceae. Inga underarter finns listade i Catalogue of Life.